# Pirjevec
Pirjevec je priimek več znanih Slovencev:
- Alenka Pirjevec (*1945), lutkarica
- Andrej Pirjevec (*1980), glasbenik multiinstrumentalist, skladatelj, producent, scenarist
- Anton Pirjevec (1910—1943), partizanski borec, vodja VOS na Primorskem
- Avgust Pirjevec (1887—1943), literarni zgodovinar in bibliotekar
- Dušan Pirjevec - Ahac (1921—1977), partizanski poveljnik in komisar, literarni zgodovinar in teoretik, filozof; univerzitetni profesor, publicist
- Ivica Pirjevec (?—1944), aktivistka OF (umrla v koncentracijskem taborišču)
- Jože Pirjevec (*1940), zgodovinar, univerzitetni profesor, akademik
- Karel (Karol) Pirjevec (1883—1961), profesor matematike, ravnatelj Državne trgovske akademije (Srednje ekonomske šole) v Ljubljani 1930-51
- Marija Pirjevec (*1941), literarna zgodovinarka, univerzitetna profesorica, prevajalka (Trst)
- Marjeta Vasič Pirjevec (1922—2005), literarna zgodovinarka, romanistka (francistka)
- Marko Pirjevec, policist (miličnik), avtor radijskih nasvetov na Valu 202
- Nedeljka Pirjevec (r. Kacin) (1932—2003), igralka, prevajalka, pisateljica
- Roman Pirjevec (*1935), gospodarstvenik in politik
- Tadej Pirjevec (*1986), hokejist
- Urška Pirjevec, fotografinja (slovenistka?)
- Vojko Pirjevec (1946—2013), balinar, športni delavec